# Santa Maria Maior (Viana do Castelo)
A Freguesia de Santa Maria Maior é uma antiga freguesia portuguesa do município de Viana do Castelo, que tinha 2,32 km² de área e 10 645 habitantes (2011), e, por isso, uma densidade populacional de 4 588,4 hab/km².
A Freguesia de Santa Maria Maior foi extinta (agregada) pela reorganização administrativa de 2012/2013, tendo o seu território sido integrado na então criada União de Freguesias de Viana do Castelo (Santa Maria Maior e Monserrate) e Meadela.

## População
| População da freguesia de Viana do Castelo (Santa Maria Maior) | População da freguesia de Viana do Castelo (Santa Maria Maior) | População da freguesia de Viana do Castelo (Santa Maria Maior) | População da freguesia de Viana do Castelo (Santa Maria Maior) | População da freguesia de Viana do Castelo (Santa Maria Maior) | População da freguesia de Viana do Castelo (Santa Maria Maior) | População da freguesia de Viana do Castelo (Santa Maria Maior) | População da freguesia de Viana do Castelo (Santa Maria Maior) | População da freguesia de Viana do Castelo (Santa Maria Maior) | População da freguesia de Viana do Castelo (Santa Maria Maior) | População da freguesia de Viana do Castelo (Santa Maria Maior) | População da freguesia de Viana do Castelo (Santa Maria Maior) | População da freguesia de Viana do Castelo (Santa Maria Maior) | População da freguesia de Viana do Castelo (Santa Maria Maior) | População da freguesia de Viana do Castelo (Santa Maria Maior) |
| -------------------------------------------------------------- | -------------------------------------------------------------- | -------------------------------------------------------------- | -------------------------------------------------------------- | -------------------------------------------------------------- | -------------------------------------------------------------- | -------------------------------------------------------------- | -------------------------------------------------------------- | -------------------------------------------------------------- | -------------------------------------------------------------- | -------------------------------------------------------------- | -------------------------------------------------------------- | -------------------------------------------------------------- | -------------------------------------------------------------- | -------------------------------------------------------------- |
| 1864                                                           | 1878                                                           | 1890                                                           | 1900                                                           | 1911                                                           | 1920                                                           | 1930                                                           | 1940                                                           | 1950                                                           | 1960                                                           | 1970                                                           | 1981                                                           | 1991                                                           | 2001                                                           | 2011                                                           |
| 5 340                                                          | 5 376                                                          | 5 601                                                          | 5 623                                                          | 5 686                                                          | 5 671                                                          | 6 246                                                          | 7 553                                                          | 7 599                                                          | 8 580                                                          | 7 725                                                          | 8 397                                                          | 9 145                                                          | 9 940                                                          | 10 645                                                         |

| Distribuição da População por Grupos Etários | Distribuição da População por Grupos Etários | Distribuição da População por Grupos Etários | Distribuição da População por Grupos Etários | Distribuição da População por Grupos Etários | Distribuição da População por Grupos Etários | Distribuição da População por Grupos Etários | Distribuição da População por Grupos Etários | Distribuição da População por Grupos Etários | Distribuição da População por Grupos Etários |
| -------------------------------------------- | -------------------------------------------- | -------------------------------------------- | -------------------------------------------- | -------------------------------------------- | -------------------------------------------- | -------------------------------------------- | -------------------------------------------- | -------------------------------------------- | -------------------------------------------- |
| Ano                                          | 0-14 Anos                                    | 15-24 Anos                                   | 25-64 Anos                                   | > 65 Anos                                    |                                              | 0-14 Anos                                    | 15-24 Anos                                   | 25-64 Anos                                   | > 65 Anos                                    |
| 2001                                         | 1377                                         | 1466                                         | 5375                                         | 1722                                         |                                              | 13,9%                                        | 14,7%                                        | 54,1%                                        | 17,3%                                        |
| 2011                                         | 1 416                                        | 1126                                         | 6 007                                        | 2096                                         |                                              | 13,3%                                        | 10,6%                                        | 56,4%                                        | 19,7%                                        |

## Património edificado

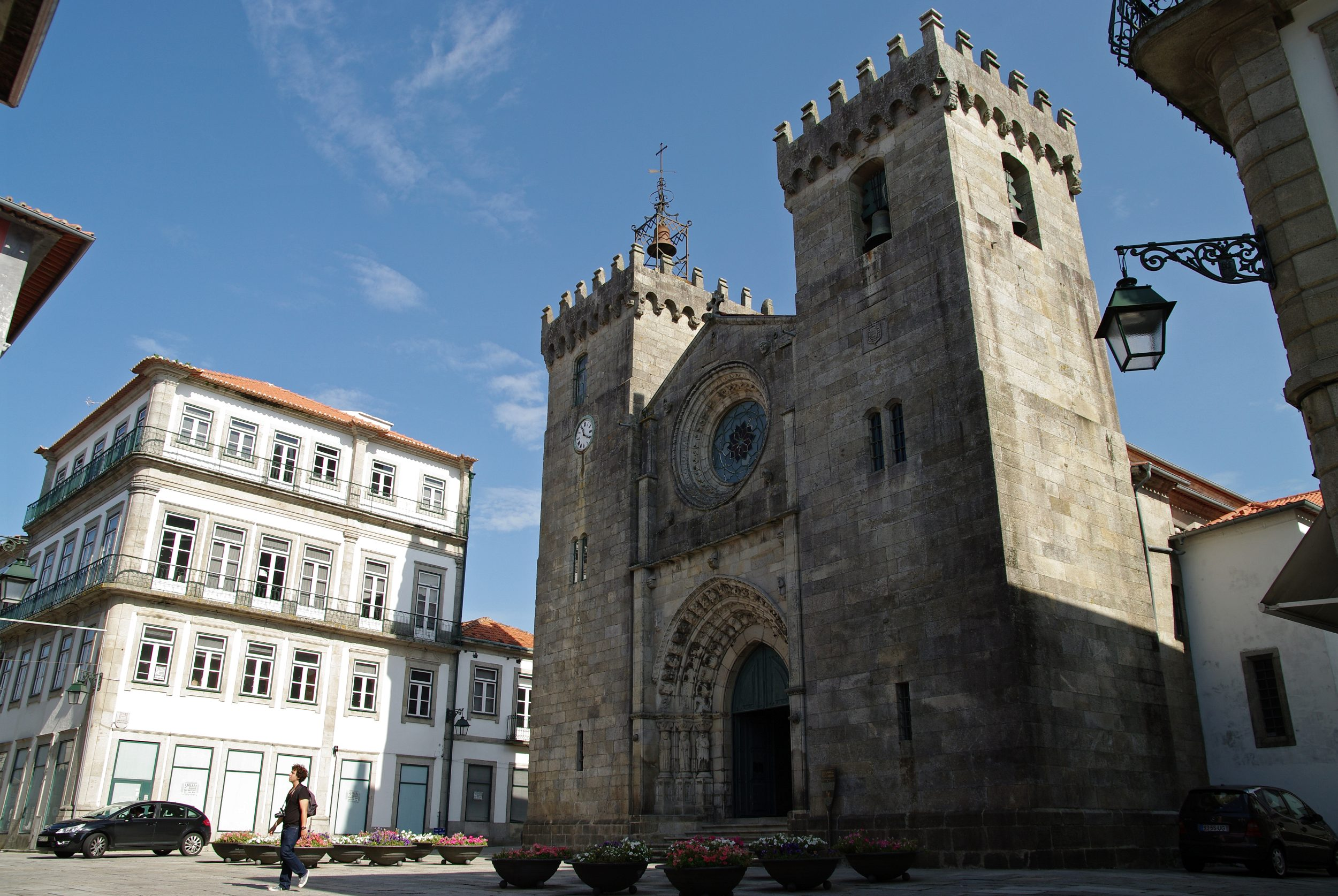
Igreja Matriz de Viana do Castelo

- Casa da Praça ou Casa da Capela das Malheiras
- Casa de João Velho ou Casa dos Arcos
- Casa de Miguel de Vasconcelos ou Casa dos Medalhões
- Casa dos Costa Barros (fachada de edifício manuelino)
- Casa dos Werneck
- Chafariz da Praça da Rainha
- Convento de Santo António dos Capuchos
- Convento de São Francisco do Monte
- Cruzeiro do Adro do Convento de São Francisco do Monte
- Elevador de Santa Luzia

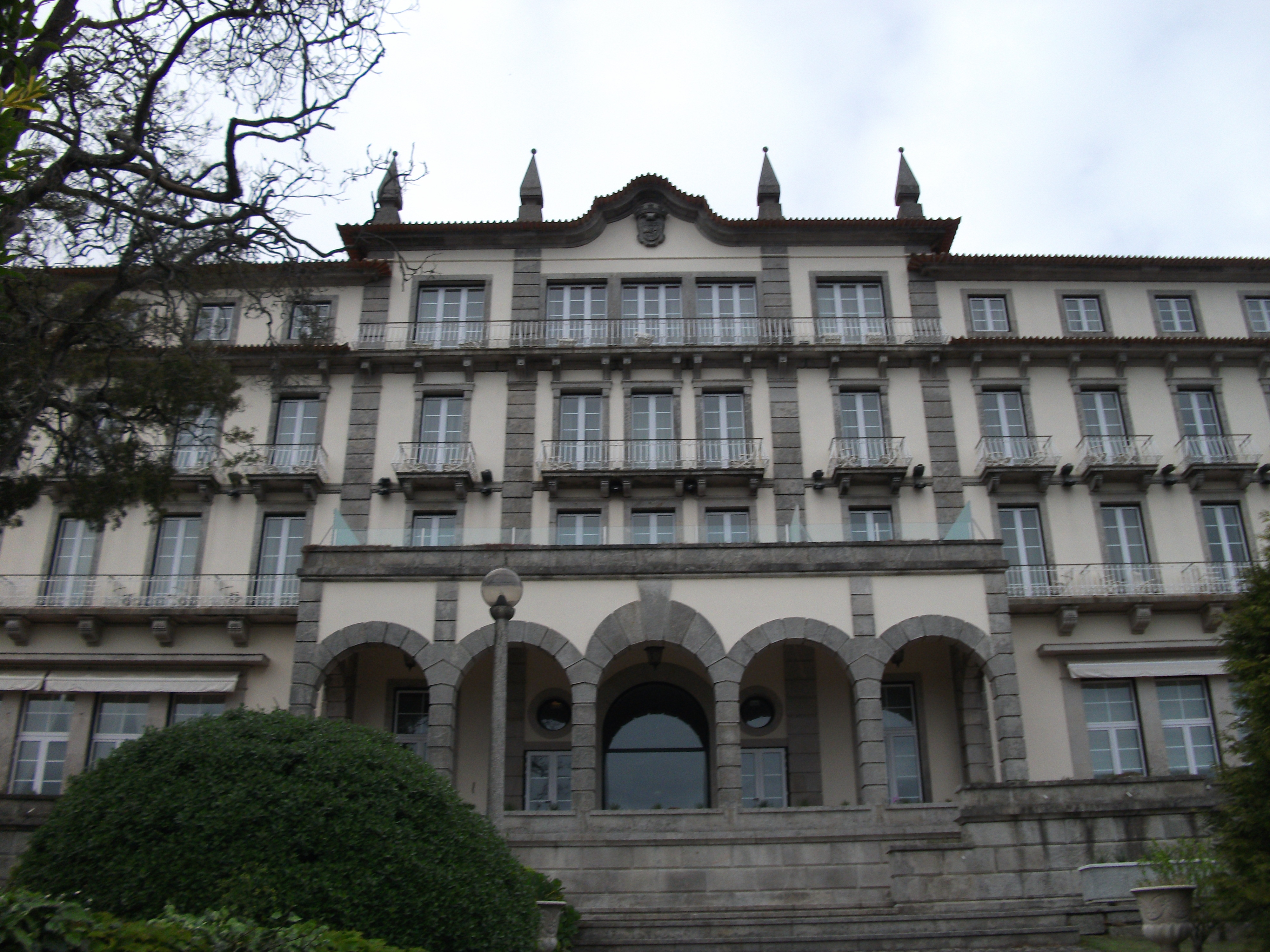
Pousada do Monte de Santa Luzia

- Igreja de Nossa Senhora do Carmo (incluindo claustro e capela do claustro)
- Igreja Matriz de Viana do Castelo
- Misericórdia de Viana do Castelo
- Paços Municipais de Viana do Castelo
- Palácio dos Viscondes de Carreira ou Palácio dos Távoras ou Câmara Municipal de Viana do Castelo
- Santuário de Santa Luzia

## Política

### Eleições autárquicas

#### Junta de Freguesia
| Partido      | %    | M    | %    | M    | %    | M    | %    | M    | %    | M    | %    | M    | %    | M    | %    | M    | %    | M    | %    | M    |
| Partido      | 1976 | 1976 | 1979 | 1979 | 1982 | 1982 | 1985 | 1985 | 1989 | 1989 | 1993 | 1993 | 1997 | 1997 | 2001 | 2001 | 2005 | 2005 | 2009 | 2009 |
| ------------ | ---- | ---- | ---- | ---- | ---- | ---- | ---- | ---- | ---- | ---- | ---- | ---- | ---- | ---- | ---- | ---- | ---- | ---- | ---- | ---- |
| FEPU/APU/CDU | 26,9 | 3    | 32,2 | 6    | 34,0 | 7    | 37,0 | 6    | 44,1 | 6    | 31,2 | 4    | 38,5 | 6    | 40,3 | 6    | 43,2 | 7    | 47,2 | 7    |
| PPD/PSD      | 26,8 | 3    |      |      |      |      | 29,2 | 4    | 27,5 | 4    | 25,8 | 4    | 21,9 | 3    |      |      | 20,0 | 3    |      |      |
| PS           | 24,9 | 3    | 19,3 | 4    | 24,1 | 5    | 16,4 | 2    | 19,6 | 3    | 31,0 | 4    | 30,8 | 4    | 26,7 | 3    | 23,1 | 3    | 20,3 | 3    |
| CDS-PP       | 16,8 | 2    |      |      |      |      | 8,9  | 1    | 6,0  |      | 8,7  | 1    | 5,1  |      |      |      | 4,3  |      |      |      |
| AD           |      |      | 46,8 | 9    | 38,5 | 7    |      |      |      |      |      |      |      |      |      |      |      |      |      |      |
| PSD-CDS      |      |      |      |      |      |      |      |      |      |      |      |      |      |      | 27,2 | 4    |      |      | 23,9 | 3    |